# 1959 en rugby à XV
Cette page présente les faits marquants de l'année 1959 en rugby à XV : les principales compétitions et évènements liés au rugby à XV et rugby à sept ainsi que les naissances et décès de grandes personnalités de ce sport.

## Événements

### Mars
- L'équipe de France termine première du Tournoi en remportant deux victoires pour un match nul et une défaite. C'est la première victoire solitaire des Bleus[1].
  - Article détaillé : Tournoi des Cinq Nations 1959

### Récapitulatifs des principaux vainqueurs de compétitions 1958-1959
- 24 mai : le RC France devient champion de France en battant en finale, au Parc municipal des sports de Bordeaux, le Stade montois sur le score de 8 à 3[2].